# Маковецкий, Алексей Григорьевич
Алексей Григорьевич Маковецкий (родился 27 марта 1983 в Ростове-на-Дону) — российский регбист, внутренний трёхчетвертной клуба «Ростов». Мастер спорта России.

## Карьера

### Клубная
Выступал ранее за московский регбийный клуб «Слава», в «Красном Яре» с 2009 года .

### В сборной
В сборной дебютировал 23 января 2010 в матче против Намибии. Провёл 41 игру и набрал 25 очков за 5 попыток. Участник чемпионата мира 2011 года.